# Svenska Truckers
Svenska Truckers är en svensk realityserie som sänds på TV3. Första säsongen hade premiär 2020. Den åttonde säsongen hade premiär på samma kanal den 28 augusti 2023, och den elfte säsongen har en planerade premiär den 7 april 2025. Sveriges åkeriföretag är en av programmets sponsorer.

## Handling
Serien följer yrkeschaufförer som jobbar dygnet runt med att leverera olika typer av varor runt om i Sverige.

## Medverkande
Under de år som serien gått har både nya personer tillkommit medan andra lämnat serien. 

## Utmärkelser och priser
Programmet har blivit nominerat till Kristallen tre år i rad (2020, 2021 och 2022) i kategorin Årets realityprogram. År 2020 vann de priset.